# Abactochromis labrosus
Abactochromis labrosus (Trewavas, 1935), unica specie del genere Abactochromis , è un pesce d'acqua dolce appartenente alla famiglia Cichlidae, sottofamiglia Pseudocrenilabrinae.

## Etimologia
Il nome scientifico del genere, Abactochromis deriva dalla parola latina abactus (espulso, scacciato) + chromis (riferito genericamente a molte specie di ciclidi), in riferimento al carattere solitario degli esemplari di questa specie e alla rimozione dal genere Melanochromis in cui era stato classificato erroneamente per 75 anni.

## Distribuzione e habitat
Questa specie è endemica del Lago Malawi, in acque a fondali rocciosi: è quindi una mbuna.

## Descrizione
A. labrosus presenta un corpo allungato a profilo ovaloide, molto compresso ai fianchi, con muso allungato e labbra ipertrofiche. Le pinne pettorali sono trapezoidali, le pinne ventrali sono allungate e appuntite, l'anale è allungata, mentre la pinna dorsale è bassa e allungata, con la parte terminale più allungata e appuntita. La pinna caudale è a delta.  La livrea è piuttosto semplice, con fondo variabile dal grigio, al sabbia al bruno vellutato; più o meno visibili alcune larghe fasce brune verticali e irregolari. Gola e ventre sono più chiari. Le pinne sono brune orlate di giallo, più o meno trasparenti; sulla pinna anale del maschio compaiono delicati puntini gialli.

Raggiunge una lunghezza massima di 11 cm.

## Riproduzione
Questa specie è un incubatore orale larvofilo: i genitori proteggono gli avannotti nella bocca in caso di pericolo.

## Acquariofilia
Questa specie, non molto diffusa in commercio, è allevata dagli appassionati di ciclidi del Malawi.